# AMOS (ngôn ngữ lập trình)
AMOS BASIC là một phương ngữ của ngôn ngữ lập trình BASIC được hiện thực trên máy tính Amiga. AMOS BASIC được xuất bản bởi Europress Software và ban đầu được viết bởi François Lionet cùng với Constantin Sotiropoulos.

## Lịch sử
AMOS là hậu duệ của STOS BASIC cho máy tính Atari ST. AMOS BASIC đưuọc sản xuất lần đầu vào năm 1990.

## Phần mềm
Các phần mềm được viết bằng AMOS BASIC bao gồm:
- Miggybyte
- Scorched Tanks
- Trò chơi của Vulcan Software, trong đó bao gồm bộ ba Valhalla
- Phiên bản Amiga của Ultimate Domain (được gọi là Genesia) bởi Microïds
- Flight of the Amazon Queen, bởi Interactive Binary Illusions[1]
- Extreme Violence, bao gồm trên bìa đĩa Amiga Power